# 乔治·奥威尔
乔治·奥威尔（英語：George Orwell；1903年6月25日—1950年1月21日），本名埃里克·亚瑟·布莱尔（Eric Arthur Blair），英国左派作家，新闻记者和社会评论家。他的作品以清晰的散文、尖锐的社会批评、反对極權主義和直言不讳地支持民主的社会主义为特点。
奥威尔创作了许多文学作品，其中包含各类文学批评、诗歌、小说及讽刺新闻。《动物庄园》和《一九八四》為奥威尔的传世作品，他在书中以独特的文风讽刺极权主义社会和追逐权力者；而两部作品堪称世界文坛政治讽喻小说的经典之作，其影响绝不仅仅局限于文学界。他在小说中创造的“老大哥”、“新话”、“双重思想”等词汇，皆已收入英语词典；而由他的名字衍生出的“奥威尔主义”、“奥威尔式的”等新詞，甚至成为日常通用語彙。
他的作品在第二次世界大战期间因与苏联的同盟关系，遭到英美政府与出版社封杀，直到冷战来临。由于历史上东西方的对峙，乔治·奥威尔的作品经常被宣传为反苏和反共的代名词，因而曾在苏联、东欧、中華人民共和國等社会主义国家遭到封杀。《一九八四》直到1979年才有简体中文版刊行，且出版初期被列为“内部读物”。
据英国国家档案馆解密资料，奥威尔曾被英国政府长期怀疑是共产主义者，自1929年起一直到1950年去世，都处于英国军情五处和伦敦警察厅的监视下。

## 生平
1903年，埃里克·亚瑟·布莱尔生于英屬印度孟加拉管辖区莫蒂哈里（今屬印度比哈尔邦東查姆帕蘭縣）一个政府下级官员的家庭，父亲理察·布莱尔（Richard Walmesley Blair）為印度总督府鸦片局副代理人，母親梅培爾·李莫桑（Ida Mabel Blair）為緬甸木材商之女，具英、法兩國血統，家中育有兩女一男，家境并不宽裕，奥威尔自称家庭属于“中产阶级偏下（下層中產階級），即没有钱的中产家庭”。
1904年，除了父親仍任職於印度總督府的鴉片局外，全家返回英國牛津郡泰晤士河畔亨利。布莱尔和母亲及姐姐妹妹们一同长大，他直到1907年中旬才再次见到父亲，而再下次见面则要等到1912年。布莱尔五岁那年被送到了一所由聖吳甦樂女修會修女们运营的修女院学校中走读。由于无力就读贵族学校，1911年，奥威尔进入了一个二流的私立寄宿学校聖·塞浦里安预备学校就读，寄宿学校带有许多极权主义社会的特点，鞭子教育、等级制、恃强凌弱、规范化、反智等等。
1914年，11岁的奥威尔首次在地方报纸上发表一篇诗作《醒来吧，英国的小伙子们》。
1917年，奥威尔依靠自己的努力考取奖学金，进入英国最著名的中学——伊顿公学，但他穷学生的背景使他备受歧视。早年的经历令他同情社会底层，呼唤平等和人性解放思想的形成和对极权主义的认识有着极其重要的影响。

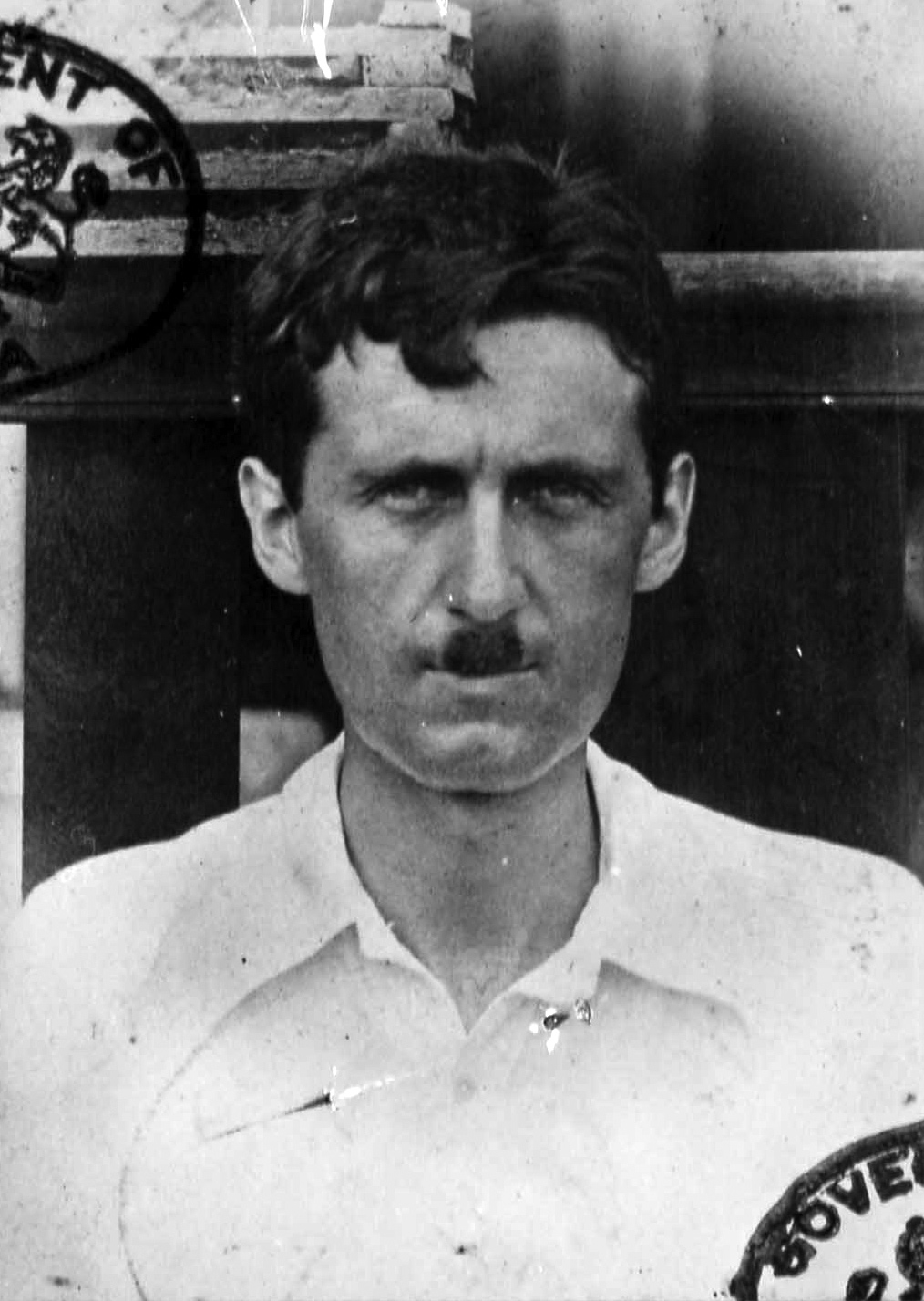
布莱尔在缅甸时的护照照片。这张照片也是他最后一次留卫生胡；后来他和驻缅甸的英国军官一样，留起了铅笔胡

1921年，从伊顿公学毕业后，没有申请牛津或剑桥奖学金，家庭经济状况无力供他升学，只得投考公务员，加入了英国在缅甸的殖民警察，服役五年。作为一位英籍警官，他享有很多特权，能够近距离观察审判、笞刑、监禁和绞死囚犯，这一阶段的经历让他细致地观察到了人性中残暴的一面；对西方的殖民主义政策产生了反思；更进一步地认识了极权主义。在缅甸的经历让他认识到了殖民主义罪恶的一面，并因此在1927年离开了殖民警察部队。缅甸的经历為他寫作《絞首刑》（1931年出版）與《射象》（1936年出版）提供了題材。
1927年，离开公职的奥威尔回到英国，开始了长达四年的流浪生活，在这四年里他辗转英国本岛和欧洲大陆，深入社会底层，先后做过酒店洗碗工、教师、书店店员和码头工人，但他的上层社会身份和在伊顿公学形成的贵族口音使他很难被底层社会真正接纳。不过这一段时期的经历仍然使他深切地感受到了社会整体对于个人的压力和普遍的社会不公并且最终接受了社会主义思想。奥威尔自己曾经提到“贫困的生活和失败的感觉增强了我天生对权威的憎恨，使我第一次意识到工人阶级的存在”。
1928年至1929年间，奥威尔住在法国巴黎，写了一些无人愿意出版的小说。
1929年，退休金遭竊，在俄國飯館做事，並請倫敦朋友找尋工作。
1930年，回到倫敦。在坎特郡作採摘忽布（一種香料）的工作、家庭教師、或書店店員，不斷轉職。
1933年，以乔治·奥威尔的笔名发表第一部作品《巴黎與伦敦的落魄记》。
1934年，以緬甸經驗為題材的小說，《緬甸岁月》在紐約出版，在英國由高蘭茲出版社出版。
1935年，小說《牧師的女兒》（A Clergyman's Daughter），由高蘭茲出版社出版。
1936年，小說《讓葉蘭飘扬》（Keep the Aspidistra Flying）出版，反映書店店員和流浪者的經歷，受到當時評論家康普騰·馬肯吉注目。為雅德爾菲等雜誌撰稿。
受比克托爾·高蘭茲之託，在一月去北部的雪非爾德、曼徹斯特、里斯、威根，等煤礦工業都市，觀察不景氣下的工人生活、失業情況。
六月，與艾琳·奧肖内西結婚，離開倫敦，移居赫特福德郡，寫作兼營雜貨店。
同年，西班牙内战爆发后，经独立工党介绍，奥威尔成为几千名国际志愿者中的一员参加了西班牙共和军，支援反佛朗哥的西班牙内战。他在阿拉贡前线待了近6个月，直到在韦斯卡被敌方狙击手打穿喉咙而不得不回国休养。在这短暂的时间里，他看到了加泰罗尼亚支持共和政府的各政治派别之间的权力斗争和倾轧。接纳了奥威尔的马克思主义统一工人党（POUM）被莫斯科领导的共产国际认定为托派组织，斯大林下令消灭马统工党。奥威尔夫妇被视为“狂热的托派分子”，当然受到严密的监控。奥威尔曾在他的文章中提到“西班牙内战和一九三六年至一九三七年间发生的事件改变了态势，此后我就知道我的立场如何。一九三六年以来，我所写的每一行严肃作品都是直接或间接反对极权主义，支持我所理解的民主的社会主义。”后来，奥维尔将他在西班牙的经历写成《向加泰罗尼亚致敬》，该文与共产国际关于西班牙内战的宣称意见相左，这也是奥维尔的成名作之一。
1937年，反映下层工人生活实况的报告文学《通往威根码头之路》（The Road to Wigan Pier）发表。
1938年，描写西班牙内战的《向加泰罗尼亚致敬》发表。因旧病復发，冬天到法屬摩洛哥疗养。
1939年，冬季后搬回英国。小说《上来透口气》（Coming Up for Air）发表。
九月，第二次世界大战全面爆发之后，旋赴伦敦，和妻子加入國防市民軍，积极投身从事各类备战支前工作。
1940年，评论集《鲸魚中》（Inside the Whale）发表。
1941年，奥威尔受雇于BBC从事有关战争的报道。评论集《狮子与独角兽》（The Lion and the Unicorn）发表。
1942年，與哥爾等人執筆撰寫評論集《勝利乎? 既得權力乎?》
1943年，辞去BBC的工作，任工黨《论坛》（Tribune）杂志编辑。
1944年，经历了西班牙内战和第二次世界大戰的奥威尔写成了《動物農莊》一书，这本书成为奥威尔个人写作史上的一座里程碑，标志着他的文字从单纯地关注底层社会的生活，转向了捍卫真正的民主社会主义，在1947年他为《動物農莊》乌克兰语版的序言中写道：“在过去十年中，我一直确信，如果我们想使社会主义运动恢复生机，就必须得摧毁俄国神话。”此书早在1944年即写成，但遭到四家出版社拒绝，直到冷战来临。
1945年，辞去《论坛》杂志编辑的职务，任职随军记者，赴欧洲大陆，直到纳粹德国溃败。奧肖内西死于英国。
八月，《动物庄园》出版，顿时好评如潮。
1946年到1948年，旧病复发并恶化，辗转苏格兰数处疗养，并写作《一九八四》。
1948年，奥威尔写成了他的传世名著《一九八四》。在这部作品中，奥威尔描绘了一个极权主义达到顶峰的可怕的社会，在这个社会中思想自由是一种死罪，独立自主的个人被消灭干净，每一个人的思想都受到严密的控制，掌握权力的人们以追逐权力为终极目标并对权力顶礼膜拜。《一九八四》出版之后奥威尔在给朋友的信中曾经提到过他撰写这本书的初衷：“我并不相信我在书中所描述的社会必定会到来，但是，我相信某些与其相似的事情可能会发生。还相信，极权主义思想已经在每一个地方的知识分子心中扎下了根，我试图从这些极权主义思想出发，通过逻辑推理，引出其发展下去的必然结果。”
1949年3月，奥威尔通过密友西莉亚·柯万（Celia Kirwan）为信息调查部提供了一份他认为同情斯大林主义、因此不适合担任该部作家的人的名单，并将其附在给柯万的一封信中，即所谓的“奥威尔的名单”。
1950年1月，奥威尔去世于伦敦大学学院医院。

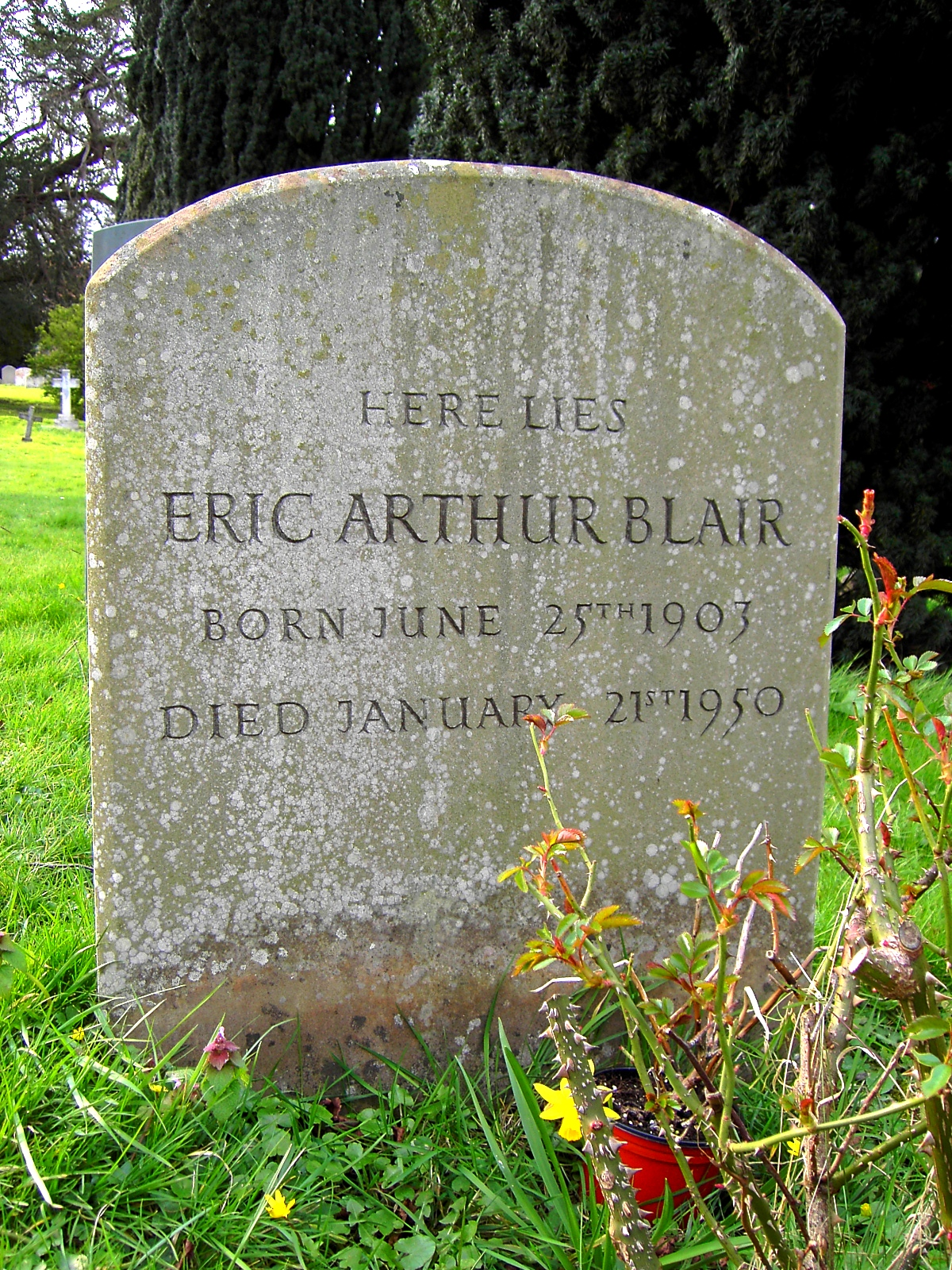
歐威爾的墓碑

歐威爾被葬在牛津郡萨顿考特尼村的諸聖教堂公墓，墓碑簡單地刻著：「艾瑞克·亞瑟·布萊爾，生於1903年6月25日，卒於1950年1月21日。」沒有提及他那著名的筆名。

## 死后
1953年，自傳《這，這就是快樂》和評論集《英國，你的英國》出版。
1968年奥威尔的遗孀索妮亚·布洛尼与伊安·安格斯共同编辑出版了四卷本《喬治·奧威爾評論、報章雜誌文章及書信集》，书中收录了奥威尔的大量作品。
1971年，由米廉·格羅斯所編《喬治·奧威爾的世界》（Miriam Gross，The World of George Orwell）出版。
1998年彼得·戴维森编辑的《奥威尔全集》（十九卷本）出版。
2002年，英国《卫报》公布了奥威尔于1949年去世前所写下的潜藏在英国的亲共者名单。
根據2007年9月4日英國國家檔案館解密的資料，因被懷疑是共產主義者的關係，奥威尔被軍情五處和倫敦警察廳特殊行動部自1929年起一直嚴密監視至1950年逝世。

## 观点
奥威尔有一系列关于文化上持保守主义的指控。

### 被指控为反犹太主义者
1933年他的小说《巴黎和伦敦的落魄》中的小说印象和想象包含了对犹太人施加暴力的情节。“如果能把犹太人的鼻子弄平，那就太高兴了。”而奥威尔在《1984》中对老大哥的崇拜一环，却取自于他对英国反犹太情绪的批评。
1945年初，奥威尔为《当代犹太记录》写了一篇题为《英国的反犹太主义》的长文，指出反犹太主义在英国日益高涨，而且“非理性，不会屈服于争论”。他认为，了解为什么反犹太主义者可以“在某一特定主题上接受这种荒谬的说法，而在其他主题上保持理智”，这将是有用的。他写道：“六年来，希特勒的英国崇拜者一直设法让自己忘掉集中营的存在。……许多英国人几乎没有听说过在这场战争中德国和波兰犹太人被灭绝的消息。他们自己的反犹太主义使这种巨大的犯罪从他们的意识中消失了。
奥威尔著作《论犹太人和反犹太主义》的编辑保罗·西利格（Paul Seeliger）将他与反犹太主义和犹太问题的关系描述为“矛盾的”。

### 對非異性戀人士的排斥
奥威尔公开反对非異性戀，使用恐同的绰号“三色堇（pancy）”和“南希（nancy）”来表达对他所谓的“三色堇左派”和“南希诗人”的蔑视，即左翼同性恋或双性恋作家和知识分子。他在《让叶兰继续飘扬》一作中有长达几页的段落针对一个同性恋男性角色，嘲笑他的“南希”特征，例如口齿不清。不过，当时的西方对同性恋的排斥是普遍的。另外，他将“喝果汁、裸体主义、穿凉鞋、性欲旺盛”等定性为“被误导的中产阶级革命解放观点”。

## 外部連結
- The George Orwell Web Source - Essays, novels, reviews and exclusive images of Orwell.